# Sextuor à cordes (Milhaud)
Pour les articles homonymes, voir Sextuor à cordes (homonymie).
Le Sextuor à cordes, opus 368, est une œuvre de musique de chambre pour sextuor à cordes de Darius Milhaud composée en 1958.

## Présentation
Faisant partie d'une série d'œuvres « dans lesquelles Milhaud se livre à une exploration toute personnelle des possibilités de construction polyphonique », le Sextuor à cordes est composé à Paris en janvier 1958. Il est écrit pour un sextuor constitué de deux violons, deux altos et deux violoncelles,.
Commande d'Agnes Albert, l'œuvre est dédiée à la mémoire de Luther Marchant et créée en 1958 à Mills College.

## Structure
Le Sextuor, d'une durée moyenne d'exécution de treize minutes quarante-quatre environ, est constitué de trois mouvements :
1. Lent. Vif. Lent, mouvement dans lequel « le contrepoint imitatif (canon) apparaît [...] aux violons, dont le deuxième est décalé d'une demie mesure par rapport au premier. Ce canon est repris, inversé, aux violoncelles, créant ainsi une symétrie rigoureuse[4] » ;
2. Modéré, qui « se replie dans des tonalités sombres, comme l'ont fait souvent les mouvements lents dans l'œuvre de Milhaud[4] » ;
3. Animé, final qui contraste avec le mouvement précédent « par une nervosité vibrante. Il termine en force par un resserrement du tissu polyphonique, une espèce de strette[4] ».

La partition est publiée par Heugel,. Dans le catalogue des œuvres de Darius Milhaud, le Sextuor à cordes porte le numéro d'opus 368,.